# Johnson (Nebraska)
Johnson è un villaggio degli Stati Uniti d'America della contea di Nemaha nello Stato del Nebraska. La popolazione era di 328 persone al censimento del 2010.

## Storia
Il primo insediamento a Johnson è stato creato intorno al 1860. Johnson è stata intrecciata nel 1881 quando la ferrovia è stata estesa fino a quel punto. Il villaggio prende il nome da Julius A. Johnson, il proprietario originale del sito della città.

## Geografia fisica
Johnson è situata a 40°24′41″N 95°59′55″W (40.411250, -95.998665).
Secondo lo United States Census Bureau, ha un'area totale di 0,18 miglia quadrate (0,47 km²).

## Società

### Evoluzione demografica
Secondo il censimento del 2010, c'erano 328 persone.

### Etnie e minoranze straniere
Secondo il censimento del 2010, la composizione etnica del villaggio era formata dal 96,0% di bianchi, lo 0,3% di nativi americani, lo 0,3% di asiatici, l'1,5% di altre razze, e l'1,8% di due o più etnie. Ispanici o latinos di qualunque razza erano il 3,7% della popolazione.